# Krhotine časti
Krhotine časti je znanstveno fantastična priča koju je napisala Lois McMaster Bujold.
Radnja se odvija otprilike godinu dana prije Milesovog rođenja. To je prva knjiga koju je autorica napisala iz Pustolovina Milesa Vorkosigana, a glavni junaci su Milesovi roditelji Cordelia i Aral.
Knjiga je izdana u nakladi Baen Books'a 1986. godine.

## Radnja priče
Cordelia Naismith, kapetan je broda za astronomska istraživanja iz iznimno liberalne i tehnološki napredne kolonije Beta. Upravo je na zadatku istraživanja novo otkrivenog planeta, kad je njezina baza napadnuta. U pokušaju da otkrije što se dogodilo biva iznenađena od strane vojnika i život joj spašava samo brza reakcija njezinog potporučnika Dubauera koji ju odbacuje u stranu. Zbog toga zadobiva jači udarac po glavi i kad dolazi sebi saznaje da je većina njezine posade uspjela pobjeći, a ona sama je zaglavila na tom planetu s ozlijeđenim članom posade i kapetanom lordom Aralom Vorkosiganom s Barrayara, koji je po čitavom svemiru poznat po zloglasnom nadimku Komarrski koljač. Otkriva kako je on doživio pokušaj pobune i da ga je ostavio onesviještenog njegov protivnik. Tijekom petodnevnog marširanja do tajne Barrayarske baze, shvaća kako Vorkosigan uopće nije čudovište kako bi se dalo naslutiti prema njegovoj reputaciji i on je počinje snažno privlačiti. Pomaže mu da savlada pobunu, usprkos dobronamjernom upletanju od strane njezine posade. Dopušta da bude "spašena" i vraća se na koloniju Beta.
Ispostavlja se kako je tajna Barrayarska baza bila osnovica za invaziju na Betanskog saveznika Escobar, koju predvodi carević Serg Vorbarra, poremećeni i opasni sin kao i prijestolonasljednik cara Ezara. Cordelia odlazi na Escobar zapovijedajući brodom mamcem i uspješno odvraća pažnju Barrayarskih ratnih brodova od teretnjaka koji su dostavili escobarancima razorno betansko novo oružje. Ona je uhvaćena i na kratko vrijeme je muči admiral Vorrutyer, no njegovo slavlje je nenadano zaustavio narednik Bothari i biva spašena od strane Vorkosigana. Nju zajedno s narednikom Botharijem Vorkosigan skriva u svojoj kabini. Novo je oružje dalo Escobarancima taktičku nadmoć u odnosu na Barrayarce i oni bivaju poraženi uz značajne gubitke, a brod na kojem je bio carević je uništen. Kao sadašnjeg najvišeg časnika, Vorkosigana je zapala dužnost da organizira povlačenja Barrayarske flote. Zbog svega toga Cordelia je načula jednu važnu informaciju, dedukcijom i sama zaprepaštena spoznajom, dolazi do zaključka kako je sve ovo bila krvava pozornica namještena od cara Ezara kako bi uklonio opasnog carevića iz linije nasljedstva i zaštitio budućnost svojeg planeta. To je politička tajna koja bi, ako bi se otkrila, dovela do građanskog rata na Barrayaru i pitanje je bi li on ikada završio. Brod na kojem se nalazi Cordelia i Aral ponovno je napadnut i ona je ranjena, ali ipak se uspijevaju vratiti do tajne baze.
Na povratku u koloniju Beta, nakon razmjene zarobljenika, ispostavlja se da je druga putnica u kabini psiholog u uvjerenju da su Cordeline ozljede jasan dokaz kako je ona bila izložena mučenju od Vorkosigana, a da su joj sjećanja na to potisnuta uz pomoć droga. Shvaćajući što je na kocki ako se prava istina sazna, a očajnički pokušavajući da očuva tajnu, u Cordelie se javlja akutna nesanica, mucanje i nervozni tik. To uvjerava psihologa da joj je mozak ispran i da je ona poslana nazad na koloniju Beta kao špijun. Betanske vlasti su ustrajne u tome da je "izliječe", što je prisiljava na bijeg. Cordelia putuje na Barrayar i udaje se za Arala Vorkosigana. Umirući car Ezar Vorbarra traži od Arala da preuzme regentstvo nad Barrayarom sve dok njegov unuk i nasljednik princ Gregor ne odraste i bude sposoban preuzeti tu funkciju. Aral koji je nakon princa sljedeći u nasljednom redu za prijestolje, bio je protiv te ideje no Cordelia ga je uvjerila da ipak prihvati taj posao.

## Pogledati također
- Lois McMaster Bujold
- Pustolovine Milesa Vorkosigana
- Barrayar (planet)
- Kolonija Beta